# 발리 나인
발리 나인(Bali Nine)은 2005년 4월 인도네시아에서 8.3 kg (18 lb)의 헤로인을 밀수하려다 유죄 판결을 받은 아홉 명의 오스트레일리아인 그룹이다. 이 헤로인은 약 4백만 A$ 상당의 가치를 지녔으며 오스트레일리아로 향할 예정이었다. 주모자 앤드루 찬과 뮤란 수쿠마란은 사형을 선고받고 2015년 4월 29일 집행되었다. 다른 6명인 천시이, 마이클 추자이, 응우옌떤득탄, 매슈 노먼, 스콧 러시, 마틴 스티븐스는 종신형을 선고받았고, 르네 로렌스는 20년형을 선고받았다. 그녀는 2018년 11월 감형된 후 석방되었다. 인도네시아 당국은 2018년 6월 5일 응우옌떤득탄이 위암으로 사망했다고 보고했다. 2024년 11월, 앤서니 앨버니지 총리는 발리 나인의 남은 5명의 오스트레일리아 송환을 추진했다. 2024년 12월 15일, 그룹의 남은 5명은 오스트레일리아로 송환되었고, 그들의 종신형은 즉시 감형되었다.

## 배경 및 체포
오스트레일리아 경찰은 시드니와 브리즈번에서 온 두 그룹이 어떻게 연결되었는지 불분명했지만, 인도네시아로 출발하기 전 그룹 구성원들의 움직임을 파악했다. 발리 나인 중 몇몇은 다국적 케이터링 회사인 유레스트(Eurest)에 고용되어 있었다. 노먼, 로렌스, 스티븐스, 그리고 회사의 관리자였던 찬은 모두 시드니 크리켓 경기장(Sydney Cricket Ground)에 접객 서비스를 제공하는 유레스트에서 일했다. 러시와 추자이는 공동 피고인이자 밀수 계획의 재정 담당자로 알려진 응우옌떤득탄이 브리즈번의 가라오케 바에서 사교 활동 중 그들을 모집했다고 주장했다.
러시가 6개월 전 낚시를 하다가 응우옌을 만났다는 증거가 제시되었다. 그 후 그는 응우옌과 함께 시드니로 가서 21번째 생일 파티에 참석했고, 거기서 자신을 "마크"라고 소개한 수쿠마란을 알게 되었다. 응우옌이 발리로 무료 여행을 제안했다고 주장되었다. 며칠 후 러시와 그의 친구 추자이는 시드니로 돌아왔고, 그곳에서 인도네시아 여행 준비가 이루어졌다. 오스트레일리아 연방 경찰(AFP)은 수쿠마란, 찬, 로렌스, 노먼이 2004년 10월 23일 인도네시아에서 오스트레일리아로 상업적 규모의 헤로인을 성공적으로 수입한 더 큰 조직의 일부라고 결론 내렸다. 이 조직의 다른 구성원들은 2005년 5월 초 같은 날 시드니와 브리즈번에서 14건의 AFP 급습으로 체포되었다.

### 인도네시아에서의 체포
로렌스와 스티븐스는 2005년 4월 6일 인도네시아에 도착했고, 이틀 후 브리즈번의 오랜 학교 친구인 러시와 추자이가 뒤따랐다. 이 그룹은 찬과 수쿠마란이 발리에 일찍 도착하여 머물고 있던 호텔에서 만났다.
찬과 수쿠마란은 연락을 유지하기 위해 SIM 카드를 나눠주었다. 체류 기간 동안 경찰은 그룹이 호텔 객실에서 많은 시간을 보냈지만, 러시와 추자이는 쇼핑, 식사, 음주, 수상 스포츠를 즐겼다고 기록했다. 그룹은 4월 16일 경찰이 최종 브리핑이라고 주장하는 모임을 가졌고, 4월 17일 체포 전 공항에서 마지막으로 만났다. 그룹에 대한 AFP의 정보(이름, 여권 번호, 가능한 불법 마약 거래와의 연관성 포함)를 받은 후 인도네시아 경찰은 체포 전 일주일 동안 그룹을 지속적으로 감시했다.
그룹은 4월 17일에 체포되었다. 그들은 총 8.3 킬로그램 (18 lb) 이상의 헤로인을 비닐봉지에 담아 소지하고 있었다. 같은 날 저녁, 찬은 응우라 라이 공항에서 오스트레일리아로 출발하려던 오스트레일리아 항공 비행기에서 끌려나왔다. 찬은 여러 대의 휴대폰을 소지하고 있었지만, 체포 당시 마약을 소지하고 있지 않았다. 그는 밀수꾼들이 오스트레일리아에 도착했을 때 헤로인을 수거하는 책임자였던 것으로 추정되었다.
인도네시아 경찰은 22세 태국 여성인 체리 리킷 반나콘(Cherry Likit Bannakorn)이 찬에게 헤로인을 공급했다고 믿는다. 그녀는 아홉 명의 오스트레일리아인이 체포된 다음 날인 2005년 4월 18일에 발리를 떠난 것으로 추정되며, 태국-말레이시아 국경에서 잠시 구금되었으나 인도네시아로 송환하는 데 필요한 서류가 없어 석방되었다.
감시팀장 이 뇨만 가트라(I Nyoman Gatra)는 나중에 피고인들의 재판에서 경찰이 처음에는 수쿠마란이 그룹의 일원인지 몰랐다고 증언했다. AFP로부터 받은 원래 정보에는 그의 이름이 언급되지 않았기 때문이다. 인도네시아 경찰은 수쿠마란이 발리에서 찬과 동행하는 모습이 포착되었기 때문에 그가 찬의 경호원이라고 추정했다.

## 형사 소송 절차

### 재판 전 수사
인도네시아 법은 체포된 사람이 즉시 범죄로 기소되어야 한다고 요구하지 않으며, 2005년 4월 22일까지는 아직 어떠한 혐의도 제기되지 않았다. 경찰은 공항에서 체포된 5명은 사형을 부과하는 마약 밀매 혐의로 기소될 것이며, 호텔에서 체포된 사람들은 최고 10년의 투옥을 부과하는 더 가벼운 마약 소지 혐의로 기소될 것이라고 밝혔다. 앤드루 찬이 다른 8명을 마약 운반책—헤로인을 오스트레일리아로 운반하면서 의심을 사지 않을 운반책—으로 모집하고 이 임무를 수행하기 위해 각자 10,000~15,000 오스트레일리아 달러를 제안하고 5,000 오스트레일리아 달러의 생활비를 주었다고 제안되었다.
2005년 4월 27일, 발리 경찰 마약반장 밤방 수기아르토(Bambang Sugiarto) 대령은 경찰이 9명 전원에게 사형을 부과하는 범죄 혐의를 적용할 것이라고 밝혔다. 그는 9명 중 몇몇이 이전에 위조 여권으로 발리를 방문했으며, 이는 그들이 이전에 마약 운반책으로 활동했음을 시사한다고 밝혔다. 인도네시아 경찰은 공항에서 체포된 4명의 몸에서 헤로인이 제거되는 비디오 증거를 공개했다. 인도네시아 경찰은 처음에는 찬이 수입 계획의 "주모자"라고 주장했다.
오스트레일리아 경찰은 오스트레일리아 마약 조직이 이 계획의 배후에 있다고 믿는다고 말했다. 곧 찬이 아닌 뮤란 수쿠마란이 밀수 계획의 실제 리더라는 결론이 내려졌다. 변호인단은 공항에서 체포된 4명이 마약 운반책으로 활동했다는 점은 인정했지만, 저소득 가정을 돕기 위해 돈 때문에 그랬으며, 따르지 않으면 신체적 해를 입을 것이라는 위협을 받았다고 말했다. 그들은 또한 무엇을 운반하는지 몰랐고 인도네시아에서 마약 밀매에 사형이 부과된다는 사실도 몰랐다고 말했다.

### 오스트레일리아에서의 반응
러시와 로렌스의 부모는 오스트레일리아 연방 경찰이 인도네시아 경찰에게 9명을 체포하도록 허용한 것에 대해 비난했다. 오스트레일리아로 비행하고 시드니에 도착하자마자 체포할 수 있었기 때문이다. 2005년 4월 24일, 오스트레일리아 연방 경찰 청장 믹 킬티는 오스트레일리아 연방 경찰이 발리 나인에 대해 얻은 모든 증거를 넘겨줄 것이라고 말했다.
저의 정책은 누군가가 사형을 받게 되는 직접적인 원인이 되거나 결과를 초래하는 증거나 정보를 제공하지 않는 것입니다. 그러나 이 사건의 현실은, 제보에 따르면, 이 사람들이 인도네시아에서 헤로인을 소지한 채 현행범으로 체포되었다는 것입니다.
 — 오스트레일리아 연방 경찰 청장 믹 킬티, 2005년 5월.
로렌스의 아버지인 밥 로렌스(Bob Lawrence)는 2005년 10월에 리 러시(Lee Rush)의 발언을 듣고 킬티를 직접 만나고 싶다고 말했다.
제가 아는 한, 그리고 표현은 죄송하지만, [킬티]는 멍청이입니다. 이 아이들은 강요당했습니다... 그들은 여기서 공항에서 체포되거나 대형 조직을 잡기 위해 미행당했어야 합니다. 그들이 밤에 어떻게 잠들 수 있을지 모르겠습니다... 심지어 [발리 나인]이 기꺼이 죄를 저질렀더라도 사형을 받을 자격은 없습니다.
 — 르네 로렌스의 아버지 밥 로렌스, 2005년 10월.
2006년 2월 13일, 러시의 부모는 ABC TV 프로그램 Australian Story와 인터뷰를 하여 오스트레일리아 연방 경찰의 조치에 반대하는 입장을 밝혔다. 러시의 부모는 다음과 같이 말했다고 인용되었다.
새벽 1시 30분에 스콧에게 발리행 비행기에 탑승하지 말라고 이야기할 것이라는 통보를 받았습니다. 오전 중반이 되어서야 밥(러시의 변호사)에게서 전화가 왔고, 그의 목소리에는 괴로운 어조로 "친구, 막을 수 없었어, 그들이 그를 통과시켰고 그는 발리로 가는 중이야"라고 말했습니다. 어떤 상황에서도 저는 마약 밀매를 용납하지 않습니다. 저는 특히 어떤 종류의 마약도 싫어했고, 항상 그랬습니다. 오스트레일리아 정부 당국으로부터 스콧이 헤로인 수출을 시도한 혐의로 인도네시아에 구금되었다는 전화를 받았을 때, 저는 할 말을 잃었고, 속이 메스꺼웠습니다.
 — 스콧 러시의 아버지 리 러시, ABC TV의 Australian Story 인터뷰, 2006년 2월.
저는 오스트레일리아 연방 경찰에게 매우 실망했습니다. 우리는 합법적으로 아들이 출국하는 것을 막으려 했지만, 그렇게 되지 않았습니다. ... 연방 경찰은 오스트레일리아 법무장관이나 법무부 장관의 감독 없이 언제든 어디든 갈 수 있고 무엇이든 할 수 있습니다. ... 이것은 오스트레일리아인들에게 좋지 않으며, 우리 시민을 보호하기 위해 법이 바뀌어야 하고, 이런 일이 어떤 오스트레일리아 시민에게도 다시는 일어나서는 안 됩니다.
 — 스콧 러시의 어머니 크리스틴 러시, 2006년 2월.
같은 Australian Story 에피소드에서 방영된 인터뷰에서 마이크 필런 오스트레일리아 연방 경찰 국장은 러시 가족의 비판에 대해 다음과 같이 답했다.
돌이켜 생각해보더라도, 같은 상황이 다른 조직이나 다른 사람들에게 다시 발생한다면 우리는 정확히 똑같이 행동할 것입니다. ... 또한 오스트레일리아 연방 경찰의 수년간의 작전 결과로 많은 젊은 생명들이 다른 면에서 구원받았습니다.
 — 오스트레일리아 연방 경찰 마이크 필런, ABC TV의 Australian Story 인터뷰, 2006년 2월.
킬티는 이어서 "만약 누군가 리 러시에게 스콧이 여행할 수 없을 것이라고 확신시켰다면, 그것은 그들의 책임이다"라고 말했다.
우리는 어떤 확신도 주지 않았을 것입니다. 왜냐하면 그가 여행하는 것을 막을 합법적인 이유가 없었기 때문입니다. 누군가가 리 러시를 오도했기 때문에 저는 리 러시에게 동정합니다. 리 러시에게 그의 아들이 여행하는 것을 막을 수 있을 것이라고 확신시켰던 사람은 누구든 불명예스럽게 행동했습니다. 오스트레일리아 연방 경찰의 누구도 그러한 확신을 제공하지 않았을 것입니다. 단순히 그를 구금할 권한이 없었기 때문입니다. 그는 영장으로 수배되지 않았고, 그의 보석 조건에 해외 여행을 막는 어떤 조건도 없었습니다.
 — 오스트레일리아 연방 경찰 킬티 청장, ABC TV의 Lateline 인터뷰, 2006년 2월.
크리스 엘리슨 연방 법무부 장관은 오스트레일리아 연방 경찰의 행동을 옹호했다.
우리가 가진 것은 인도네시아 땅에서 일어났다고 주장되는 범죄 활동에 대한 심각한 주장이며, 인도네시아 경찰은 그에 따라 행동했습니다. 상황이 역전된다면 오스트레일리아 경찰에게도 같은 행동을 기대할 것입니다.
 — 연방 법무부 장관, 상원의원 크리스 엘리슨, 2005년 4월.
알렉산더 다우너 외무부 장관은 오스트레일리아가 사형에 반대하며, 유죄 판결을 받으면 그룹에 대한 사면을 구할 것이라고 말했다.
필립 러덕 연방 의원은 다음과 같이 말했다고 인용되었다.
사형이 구형되지 않을 것이라는 확신이 없는 한 형사 문제에 대한 협력을 제공하지 않을 것입니다. 만약 오스트레일리아 연방 경찰을 통해 이곳에서 추가 정보를 얻어야 한다면, 우리는 인도네시아가 각 사건에서 사형을 원하지 않을 것이라는 확신을 구할 것입니다.— 필립 러덕, 의원, 2005년 9월.

### 형사 재판
피고인들에 대한 형사 재판은 2005년 10월 11일 덴파사르 지방법원에서 시작되었다. 멜라스티 방갈로에서 체포된 4명 중 3명인 응우옌, 천, 노먼은 함께 재판을 받았고, 나머지 6명의 피고인들은 개별적으로 재판을 받았다. 모든 피고인들은 유죄 판결을 받으면 총살형이라는 최고 형벌에 직면했다. 재판은 피고인들이 질병, 두통, 메스꺼움을 호소하며 종종 지연되었다. 오스트레일리아의 총리 존 하워드는 오스트레일리아 정부가 부과된 모든 사형에 반대할 것이라고 말했다.
2005년 12월 6일, 오스트레일리아 변호사 로버트 리히터 QC와 브라이언 월터스 QC는 헤로인 공모 관련 혐의로 9명을 오스트레일리아로 송환할 것을 영연방 검찰청장에게 요청했다. 2005년 12월 7일, 덴파사르 지방법원 판사 이 와얀 야사 아바디(I Wayan Yasa Abadhi)는 오스트레일리아인들에게 인도네시아의 법적 절차에 간섭하지 말 것을 요구하며 다음과 같이 말했다.
외부의 비판은 예상되지만, 인도네시아 법원은 이 나라에서 적용되는 법률에만 따를 것이며, 여기에는 사형도 포함됩니다. 판사들은 흔들리지 않을 것이며, 여론이나 언론에 영향을 받지 않을 것입니다.
 — 덴파사르 지방법원 판사 이 와얀 야사 아바디, 2005년 12월.
수쿠마란은 재판 내내 대부분 침묵했으며, 체포로 이어진 사건들에 대한 기억이 부족한 이유를 기억상실 탓으로 돌렸다. 재판은 그룹의 구금 법적 기한이 만료되기 전인 2006년 2월 23일까지 완료되어 판결이 발표될 예정이었다.
로렌스는 헤로인을 오스트레일리아로 수입하는 계획을 진행하지 않으면 자신과 가족에게 해를 끼치겠다는 협박을 받았다고 주장하며, 덴파사르 지방법원에서 발리행 항공편을 예약하라는 명령을 받았다고 증언했다. 그녀는 왜 여행하라는 명령을 받았는지 몰랐다고 주장했다. 공동 피고인 스티븐스는 찬으로부터 발리로 여행하라는 협박을 받았다고 주장했다. 찬은 그의 가족이 일상생활을 하는 사진을 보여주며 협조하지 않으면 그들이 살해될 것이라고 말했다.
러시는 찬이 고무 장갑을 끼고 헤로인을 몸에 묶었다고 추가로 비난했다. 찬은 자신의 결백을 주장하며 최종 변론에서 침묵을 지키는 것에 대해 두 페이지짜리 진술서를 읽었다.
법정에서 아무 말도 하지 않은 것은, 만약 제가 말했다면 거짓말이었을 것이기 때문입니다. 사실 저는 아무것도 모릅니다. 저에 대해 많은 거짓말이 있었지만, 진정한 현실은 제가 사람들이 저를 비난하는 그런 사람이 아니라는 것입니다. 저는 평생 누구도 위협한 적이 없습니다. 물론 제가 바라는 결과는, 그리고 제 가족이 바라는 것은, 제가 이 일에 참여한 것이 없으므로 저를 석방해 주시는 것입니다.
 — 앤드루 찬, 2006년 2월 선고 전 덴파사르 지방법원에서 자신의 진술서를 낭독하며.
로렌스에게 형을 선고할 때, 재판관들은 그녀의 생명이 위협받았다는 주장을 뒷받침할 증거를 찾지 못했으며, 검찰이 경찰과의 초기 협력으로 인해 20년의 가벼운 형을 요청했음에도 불구하고, 재판관들은 그녀에게 종신형을 선고했다. 다음 날, 나머지 3명의 피고인인 천, 응우옌, 노먼도 종신형을 선고받았다. 2006년 1월 24일, 검찰은 수쿠마란에게 사형을 구형했으며, 이는 발리 나인 중 누구에게든 사형 구형이 처음으로 이루어진 것이었다. 검찰은 발리 법원에 24세의 그에게 어떤 관용도 베풀 이유가 없다고 말했다. 그가 헤로인 밀수 작전을 조직하는 데 도움을 주었기 때문이다. 검찰은 또한 수쿠마란이 동료 피고인들의 몸에 헤로인을 묶었다고 주장했다. 인도네시아 경찰은 수쿠마란을 그들이 주장하는 주요 밀수 조직의 주요 인물 중 한 명으로 지목했다. 1월 26일, 앤드루 찬에게도 사형이 권고되었다.
2006년 2월 14일, 자신의 운명을 알게 된 수쿠마란은 법원 건물 밖에 모인 사진작가들과 시위대, 구경꾼들에게 물병을 던지고 공격했다.
사형 선고 소식이 전해진 후, 당시 오스트레일리아 총리 존 하워드는 인도네시아에서 수십 년 동안 사형 경고가 있었음을 언급하며 오스트레일리아 젊은이들에게 이를 주시하고 그러한 "끔찍한 위험"을 감수하지 말 것을 간청했다.
사형 선고는 일부 오스트레일리아인들로부터 비판을 받았다. 그들은 이를 88명의 오스트레일리아인을 포함하여 200명 이상을 살해한 2002년 발리 폭탄 테러를 저지른 테러 집단의 인도네시아 지도자 아부 바카르 바시르에게 내려진 가벼운 형량과 비교했다. 두 건의 사형 선고는 법정 내 일부 사람들로부터 환호를 받았다.
2015년 4월 27일, 인도네시아 사법 당국에 대한 뇌물 수수 혐의가 제기되어 형량을 20년 미만으로 줄이려고 했다. 찬과 수쿠마란의 전 변호사는 원래 요구된 금액이 10억 루피아(133,000 오스트레일리아 달러) 이상이었으나, 선고 2주 전 "거래"가 실패하고 역효과를 내어 사형 요청이 촉발되었다고 밝혔다. 오스트레일리아 외무부 장관 줄리 비숍은 사법 절차의 진실성에 대한 의문과 관련된 의혹에 우려를 표명했다.

### 형량 및 항소 일지
2006년 2월 13일, 재판을 받은 9명 중 첫 번째인 로렌스와 러시는 종신형을 선고받았다. 다음 날, 추자이와 스티븐스는 종신형을 선고받았고, 그룹의 주모자인 찬과 수쿠마란은 총살형을 선고받았다. 이는 덴파사르 지방법원에서 사상 처음으로 부과된 사형이었다. 나머지 3명인 노먼, 천, 응우옌은 2006년 2월 15일 모두 종신형을 선고받았다. 2006년 4월 26일, 로렌스, 응우옌, 천, 노먼은 항소하여 형량이 20년으로 감형되었고, 추자이와 스티븐스의 종신형은 유지되었다.
2006년 9월 6일, 검찰의 항소와 대법원의 심리 결과, 천은 종신형으로 감형되었던 형량이 뒤집혀 사형이 재부과된 것으로 밝혀졌다. 러시, 응우옌, 노먼도 항소 판결이 뒤집혀 사형이 부과되었다. 새로운 사형 선고는 예상치 못한 일이었다. 검찰은 9명 대부분이 직면한 20년형에 대한 항소에서 종신형으로 형량을 상향 조정할 것을 요청했을 뿐이었다. 추자이의 종신형은 항소심에서 20년으로 감형된 후 다시 종신형으로 복원되었다. 스티븐스의 종신형은 항소심에서 유지되었으며, 수쿠마란과 찬의 사형 선고도 유지되었다. 로렌스는 20년형에 대해 추가 항소를 제기하지 않았으므로, 그녀의 형량은 재심되지 않았다.
2008년 3월 6일, 항소심에서 사형 선고를 받았던 발리 나인 4명 중 3명(노먼, 천, 응우옌)의 형량이 종신형으로 감형된 것으로 밝혀졌다. 감형은 공식적으로 발표되지 않았지만, 법원 소식통은 판사들이 그들의 생명을 살리기로 결정했음을 확인했다. 2010년 8월, 러시는 사형을 뒤집기 위한 최종 항소를 제기했고, 2010년 8월 18일 사법 심사가 시작되었다. 2011년 5월 10일, 러시의 항소는 성공하여 형량이 종신형으로 감형되었다. 2010년 9월 21일, 마약 밀수 조직의 지도자들인 찬과 수쿠마란은 사형 선고에 불복하여 이전 종신형 대신 20년으로 형량을 줄여달라고 항소했다. 2011년 6월 17일, 찬의 최종 사법 항소가 5월 10일 기각되었다고 발표되었다. 2011년 7월 7일, 수쿠마란의 최종 사법 항소가 기각되었다고 발표되었다. 2014년 12월 10일, 인도네시아 대통령 조코 위도도는 연설에서 마약 범죄에 대한 사면은 승인하지 않을 것이라고 밝혔다. 12월 30일, 수쿠마란의 사면 요청이 거부되었다. 그리고 찬의 사면 요청은 2015년 1월 22일에 거부되었다.

### 선고 요약
발리 나인 전원은 헤로인 밀매 혐의로 유죄 판결을 받았다.
| 피고인        | 출신지                      | 비고 |
| ------------- | --------------------------- | --- |
| 앤드루 찬     | 엔필드 (뉴사우스웨일스주)   | - 2006년 2월 14일 덴파사르 지방법원에서 총살형 선고 - 2006년 4월 26일 발리주 고등법원 항소심에서 형량 유지 - 2010년 8월 13일 덴파사르 지방법원에 사법 심사 청원 제출 - 2011년 5월 10일 인도네시아 대법원 항소심에서 형량 유지 - 2015년 1월 22일 인도네시아 조코 위도도 인도네시아 대통령에 의한 사면 요청 거부 - 2015년 2월 4일 덴파사르 지방법원에서 최종 사법 심사 항소 기각 - 2015년 4월 6일, 국가 행정법원이 대통령의 사면 거부에 대한 후속 항소 기각. - 2015년 4월 29일 누사 캄방간 교도소에서 총살형으로 집행. |
| 천시이        | 둔사이드 (뉴사우스웨일스주) | - 2006년 2월 15일 덴파사르 지방법원에서 종신형 선고 - 2006년 4월 26일 발리 고등법원 판사 아르산 파르데데(Arsan Pardede)의 항소심에서 20년으로 감형 - 항소심에서 2006년 9월 6일 대법원이 사형 부과 - 항소심에서 2008년 3월 6일 대법원이 종신형으로 감형 - 케로보칸 교도소에서 복역 - 2024년 12월 15일 오스트레일리아로 송환 |
| 마이클 추자이 | 옥슬리 (퀸즐랜드주)         | - 2006년 2월 14일 덴파사르 지방법원에서 종신형 선고 - 2006년 4월 26일 발리 고등법원 판사 아르산 파르데데(Arsan Pardede)의 항소심에서 20년으로 감형 - 항소심에서 2006년 9월 6일 대법원이 종신형으로 복원 - 케로보칸 교도소에서 복역 - 2024년 12월 15일 오스트레일리아로 송환 |
| 르네 로렌스   | 뉴캐슬 (뉴사우스웨일스주)   | - 2006년 2월 13일 덴파사르 지방법원에서 종신형 선고 - 2006년 4월 26일 발리 고등법원 판사 아르산 파르데데(Arsan Pardede)의 항소심에서 20년으로 감형 - 2009년 8월 17일 독립기념일에 5개월 감형 - 처음에는 케로보칸 교도소에서 복역; 2013년 당국이 교도소 경비원 살해 음모 혐의로 그녀를 고발한 후 발리의 네가라로 이감; 2014년 발리의 방리로 이감; - 형량 감형, 2018년 11월 21일 석방. |
| 응우옌떤득탄  | 브리즈번, 퀸즐랜드          | - 2006년 2월 15일 덴파사르 지방법원에서 종신형 선고 - 2006년 4월 26일 발리 고등법원 판사 아르산 파르데데(Arsan Pardede)의 항소심에서 20년으로 감형 - 항소심에서 2006년 9월 6일 대법원이 사형 부과 - 항소심에서 2008년 3월 6일 대법원이 종신형으로 감형 - 처음에는 케로보칸 교도소에서 복역; 2014년 교도소 규칙을 위반했다고 보고된 후 말랑 (인도네시아), 동자와주로 이감 - 2018년 6월 자카르타 병원에서 암으로 사망                                                                                                  |
| 매슈 노먼     | 시드니                      | - 2006년 2월 15일 덴파사르 지방법원에서 종신형 선고 - 2006년 4월 26일 발리 고등법원 판사 아르산 파르데데(Arsan Pardede)의 항소심에서 20년으로 감형 - 항소심에서 2006년 9월 6일 대법원이 사형 부과 - 항소심에서 2008년 3월 6일 대법원이 종신형으로 감형 - 케로보칸 교도소에서 복역 - 2024년 12월 15일 오스트레일리아로 송환 |
| 스콧 러시     | 첼머 (퀸즐랜드주)           | - 2006년 2월 13일 덴파사르 지방법원에서 종신형 선고 - 항소심에서 2006년 9월 6일 발리 고등법원이 사형 부과 - 항소심에서 2011년 5월 10일 대법원이 종신형으로 감형 - 처음에는 케로보칸 교도소에서 복역; 2014년 발리의 카랑아셈으로 이감 - 2024년 12월 15일 오스트레일리아로 송환 |
| 마틴 스티븐스 | 토와라지                    | - 2006년 2월 14일 덴파사르 지방법원에서 종신형 선고 - 2006년 4월 26일 발리 고등법원 판사 라낭 파르바와(Lanang Parbawa)의 항소심에서 종신형 유지 - 항소심에서 2011년 1월 14일 대법원이 종신형 유지 - 처음에는 케로보칸 교도소에서 복역; 2014년 교도소 규칙을 위반했다고 보고된 후 말랑 (인도네시아), 동자와주로 이감 - 2024년 12월 15일 오스트레일리아로 송환 |
| 뮤란 수쿠마란 | 오번 (뉴사우스웨일스주)     | - 2006년 2월 14일 덴파사르 지방법원에서 사형 선고 - 2006년 4월 26일 발리 고등법원 항소심에서 형량 유지 - 2011년 7월 6일 인도네시아 대법원 항소심에서 형량 유지 - 2014년 12월 30일 인도네시아 조코 위도도 인도네시아 대통령에 의한 사면 요청 거부 - 2015년 2월 4일 덴파사르 지방법원에서 최종 사법 심사 항소 기각 - 2015년 4월 6일, 국가 행정법원이 대통령의 사면 거부에 대한 후속 항소 기각. - 2015년 4월 29일 누사 캄방간 교도소에서 총살형으로 집행.                                                               |

### 항소
발리 나인에게는 여러 가지 항소 경로가 있었다. 변호사들은 선고 후 7일 이내에 항소를 제기해야 했다. 유죄 판결을 받은 사람들이 인도네시아 대통령에게 사면을 요청하는 데는 시간 제한이 없었지만, 이는 유죄 인정을 필요로 했고 2009년까지 마약 범죄에 대한 사면은 한 번도 허용된 적이 없었다. 모두 형량을 뒤집기 위해 항소했다. 천, 추자이, 응우옌, 노먼, 스티븐스의 형량은 종신형으로 확정되었고, 로렌스의 형량은 항소 후 20년으로 유지되었다. 2011년 5월, 러시의 사형은 그가 2010년 8월 최종 항소를 제기한 후 종신형으로 감형되었다.
찬과 수쿠마란은 2010년 8월 사형 감형을 위한 최종 항소를 제기했다. 찬은 2011년 5월 10일 인도네시아 대법원에 대한 항소를 기각당했고, 수쿠마란의 항소는 2011년 7월 6일에 기각되었다. 두 사람은 인도네시아 대통령에게 사면을 요청했으나 2014년 12월과 2015년 1월에 거부되었다.
2015년 1월 말, 찬과 수쿠마란의 변호인들은 그들의 사건에 대한 사법 심사를 신청했다. 며칠 후 덴파사르 지방법원에서 기각되었다. 한편, 인도네시아 법무장관 대변인은 사법 심사 요청이 사형 절차 진행을 막지 못한다고 말하면서, 인도네시아 관리들은 찬과 수쿠마란의 임박한 사형 집행 계획을 계속 진행했다.
2015년 2월 9일, 찬과 수쿠마란의 변호사들은 인도네시아 대통령의 사면 거부에 대해 이례적인 이의를 제기했다. 그러나 다음 날 인도네시아 정부는 이를 기각했다.
2015년 4월 6일, 국가 행정법원은 찬과 수쿠마란의 항소를 기각하며, 그들이 인도네시아 대통령의 사면 불허 결정을 법원에서 이의를 제기할 수 없다고 판결했다. 그들의 변호사 중 한 명은 위도도의 사면 거부에 대해 인도네시아 헌법재판소에 추가 항소를 제기할 것이라고 발표했다. 그러나 인도네시아 법무장관은 변호사들이 단순히 시간을 벌려고 한다고 비난하며, 더 이상의 사형 집행 지연은 없을 것이라고 발표했다.

### 두 명의 사형 집행
찬과 수쿠마란은 2015년 4월 29일 새벽 누사 캄방안 교도소 섬에서 다른 6명의 마약 관련 유죄 판결자들과 함께 총살형으로 집행되었다. 다른 6명은 자이날(또는 자이날) 아비딘 (인도네시아인), 로드리고 굴라르테 (브라질인), 그리고 네 명의 나이지리아인: 실베스터 오비예퀘 은월리세, 라힘 아그바제 살라미, 오쿠딜리(또는 오쿠딜리) 오야탄제 및 마틴 앤더슨이었다. 필리핀인 메리 제인 벨로소는 그녀가 증언할 것으로 예상되는 마약 밀매 조직에 대한 본국 필리핀에서 시작된 수사가 계류 중이어서 막판 사형 집행 유예를 받았다.
사형 집행은 인도네시아 대중 사이에서 널리 지지되었지만, 외국 외교관들은 이에 항의했다.

### 오스트레일리아에서의 반응
자비 캠페인(Mercy Campaign)이 주최한 촛불 집회인 '자비를 위한 음악(Music for Mercy)'이 2015년 1월 29일 저녁 시드니의 마틴 플레이스에서 찬과 수쿠마란을 지지하기 위해 열렸다. 이 콘서트에는 아치볼드 상 수상 예술가 벤 퀼티, 음악가 메건 워싱턴, 조시 파이크(Josh Pyke), 케이트 밀러하이드키, 폴 맥(Paul Mac), 오기 마치(Augie March)의 글렌 리차즈(Glenn Richards), 그리고 더 프리셋츠 (The Presets)의 줄리안 해밀턴(Julian Hamilton)이 공연했으며, 미디어 인사로는 앤드루 덴튼과 그의 파트너 제니퍼 번, 그리고 찬과 수쿠마란을 지지하는 비디오 메시지를 녹음한 음악가 미시 히긴스가 참여했다. 국제앰네스티는 페더레이션 광장, 틀:VICcity, 애들레이드, 캔버라, 틀:NSWcity에서 비슷한 촛불 집회를 조직했다.
멜버른의 스윈번 대학교의 학자 줄리안 올드메도우(Julian Oldmeadow)는 찬과 수쿠마란의 사형 집행 후 강연에서 인도네시아 유학생들에게 자신의 수업을 떠나달라고 요청할 계획이었다고 밝혔다. 그는 이후 자신의 발언에 대해 사과했다.
2015년 2월 27일부터 3월 1일까지 로이 모건 리서치에서 여론 조사가 실시되었다. 이 여론 조사는 오스트레일리아인의 53%가 앤드루 찬과 뮤란 수쿠마란의 사형 집행에 반대했고, 47%가 지지했다고 밝혔다. 인도네시아 법무장관 무하마드 프라세티오(Muhammad Prasetyo)는 오스트레일리아에서 사형에 대한 강력한 지지가 있었다고 보도되었다.

### 관련 체포
2005년 4월 27일, 인도네시아 경찰은 발리 나인과 직접적으로 관련되어 있다고 알려진 유명한 인도네시아 마약 밀매업자 만 싱 갈레(Man Singh Ghale)를 총으로 쏴 죽였다. 오스트레일리아 출신의 갈레는 경찰이 그의 집을 급습했을 때 살해되었다.
오스트레일리아 연방 경찰 국장 믹 킬티는 갈레가 발리 나인과 "직접적으로 연결되어 있다"고 말했다. 19세에서 25세 사이의 남성 6명이 발리 나인과 관련된 것으로 추정되는 마약 밀매 혐의로 브리즈번에서 체포되어 보석으로 풀려났다. 2006년 2월 12일, 경찰은 브리즈번 공항에서 한국발 항공편으로 도착한 한국계 25세 남성 이도형을 체포했다. 이씨는 마약 밀매 및 수입 혐의로 기소되었고, 인도네시아에서 9명의 피고인 중 첫 번째가 운명을 알게 된 날과 같은 날인 2006년 2월 13일 브리즈번 치안법원에 출두했다. 이씨는 2006년 4월 3일 다른 5명과 함께 법원에 다시 출두하기 위해 보석되었다. 킬티는 오스트레일리아 상원 예산 위원회 청문회에서 더 많은 체포가 예상된다고 말했다.

## 이전 범죄 기록 및 혐의
일부 피고인들의 이전 범죄 유죄 기록에 대한 세부 사항은 인도네시아에서의 법적 방어를 해치지 않기 위해 재판 중에 공개되지 않았다. 덴파사르 지방법원이 유죄 판결을 내리고 형을 선고한 후, 오스트레일리아 언론은 그룹 구성원들이 인도네시아에서 체포되기 전에 오스트레일리아에서 범죄 혐의로 유죄 판결을 받았다고 보도했다. 2004년 12월 러시는 퀸즐랜드의 이날라 치안법원에서 마약 소지, 사기, 절도, 음주 운전을 포함한 16가지 혐의에 대해 유죄를 인정했다. 코먼웰스 뱅크에서 위조 수표를 통해 4,797 오스트레일리아 달러를 훔친 혐의로 오스트레일리아에서 그의 영장이 아직 유효하다. 브리즈번 출신인 추자이도 절도, 고의적 손상, 교통 위반, 무임승차를 포함한 14가지 혐의로 유죄 판결을 받았다.
로렌스와 노먼은 2005년 3월 26일 뉴사우스웨일스주에서 퍼시픽 하이웨이를 따라 훔친 포드 레이저를 타고 가던 중 경찰이 도로 스파이크를 사용하여 훔친 차량을 저지한 후 체포되었다. 두 사람은 차량 절도 및 교통 관련 혐의로 고스퍼드 치안법원에 출두할 예정이었으나, 일주일 전인 2005년 4월 17일 인도네시아에 구금되어 2005년 4월 26일에 출두하지 못했다. 로렌스는 2005년 4월 17일 인도네시아에서 체포된 후 2004년 10월과 11월에 발리를 두 번 방문했음을 인정했다. 그녀와 찬은 10월 방문 동안 발리에서 오스트레일리아로 헤로인을 성공적으로 밀수입한 적이 있었다. 2004년 12월로 예정된 두 번째 배달은 헤로인 공급업체가 배달하지 못해 취소되었다. 그녀는 성공적인 헤로인 배달로 10,000 오스트레일리아 달러를 받았다고 경찰에 진술했지만 나중에 진술을 철회했다.

## 사형 집행 후 반응
국제앰네스티는 2015년 4월 29일 찬과 수쿠마란 및 마약 관련 유죄 판결을 받은 다른 6명의 사형 집행을 강력히 규탄하며 "비난받을 만하다"고 표현했다. 인권 변호사이자 위기 운동가인 다이애나 사예드(Diana Sayed)는 "사형은 항상 인권 침해이지만, 오늘 사형 집행을 더욱 고통스럽게 만드는 여러 요인이 있다"고 말했다. 찬과 수쿠마란이 사형 집행된 후 오스트레일리아 대사가 인도네시아에서 소환되었다. 토니 애벗 오스트레일리아 총리는 두 남자가 교도소 구금 기간 동안 "완전히 재활되었다"고 주장하며 사형 집행이 "잔인하고 불필요하다"고 말했다. 야당 대표 빌 쇼튼도 이에 동의하며 사형 집행에 "혐오감을 느낀다"고 말했다.

## 오스트레일리아로 송환
르네 로렌스의 형량은 2018년에 감형되었다. 그녀는 2018년 11월 21일에 석방되어 추방되었다.
2024년 11월, 앤서니 앨버니지 총리는 인도네시아에 수감 중인 발리 나인 멤버 5명을 오스트레일리아 교도소로 이송하여 형기를 계속 복역하게 해달라고 신임 프라보워 수비안토 인도네시아 대통령에게 로비했다. 인도네시아 정부는 앨버니지 총리의 요청을 고려할 것이라고 확인했다.
2024년 12월 15일, 발리 나인의 남은 다섯 명(천시이 (39세), 마이클 추자이 (38세), 매슈 노먼 (38세), 스콧 러시 (39세), 마틴 스티븐스 (48세))은 젯스타 항공 상업 항공편으로 오스트레일리아에 도착했다. 그들은 오스트레일리아에서 더 이상 복역할 필요가 없었다.

## 같이 보기
- 오스트레일리아 범죄인 목록
- 해외에서 투옥되거나 처형된 오스트레일리아인 목록